# Dorfkirche Schermen

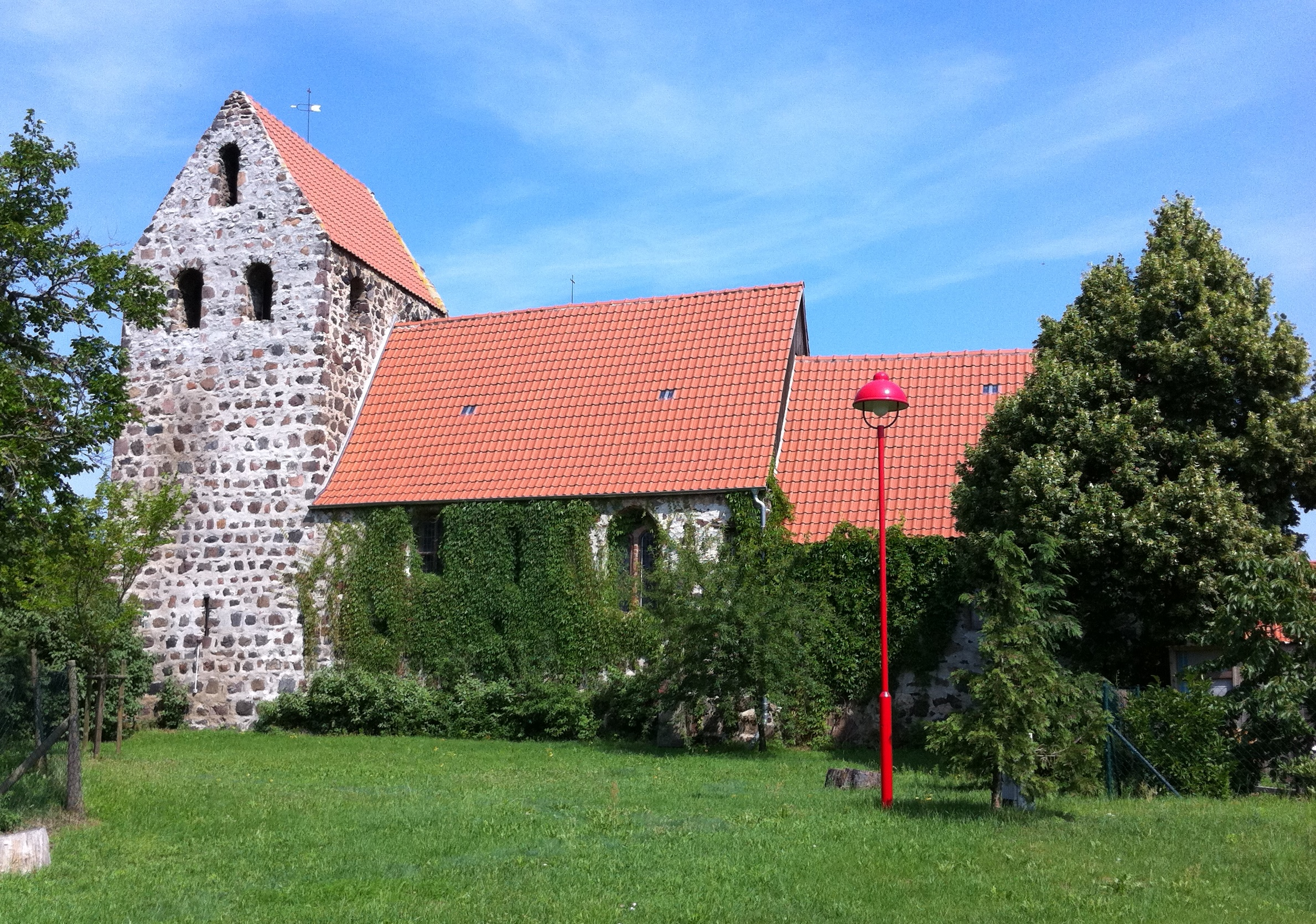
Dorfkirche Schermen

Die Dorfkirche Schermen ist die evangelische Kirche des Dorfes Schermen in Sachsen-Anhalt.

## Architektur und Geschichte
Die Saalkirche ist spätromanischen Ursprungs und wurde aus behauenen Feldsteinen erbaut. Aus der Frühzeit sind an der Südseite der Kirche noch zwei, allerdings vermauerte, romanische Fenster. Zwei romanische Portale befinden sich auch an der Nordseite, wobei das östliche vermauert ist.
In der Zeit nach dem Dreißigjährigen Krieg wurde das Kirchenschiff erhöht, wobei die Erhöhung mit sehr unsauberer Mauerung ausgeführt wurde. Nach Osten wurde die Kirche durch einen Chor erweitert, dessen Breite der des Schiffs entsprach. An der Ostseite befinden sich drei schmale, als Spitzbogen ausgeführte Fenster. Im Jahr 2000 begann eine Instandsetzung der Kirche.

## Ausstattung
Die Decke des Kirchenschiffs wird von einer Querbalkendecke gebildet. Im Kirchenchor befindet sich ein hölzernes Tonnengewölbe. An der nördlichen Seite des Schiffs erstreckt sich eine Empore in L-Form aus dem 17. Jahrhundert.
Die Mensa stammt aus der Zeit der Romanik und verfügt über ein Sepulcrum. Der Altaraufsatz ist zweigeschossig und stammt aus der ersten Hälfte des 17. Jahrhunderts. Ein darauf befindliches Abendmahlsbild wird von Säulen eingerahmt. Unterhalb des Bildes befindet sich vor einer Stadtvedute eine Kreuzigungsgruppe. Die Bekrönung erfolgt durch eine Figur des auferstandenen Christus während sich seitlich Relieffiguren der Evangelisten Johannes und Markus befinden. Es wird davon ausgegangen, dass zeitgleich wie der Altar auch die Kanzel entstand. Älteste Ausstattungsstücke sind zwei vor dem Altar befindliche mit Ritzzeichnungen versehene Grabsteine. Einer der Grabsteine wurde für eine 1316 verstorbene Nonne, der andere für einen 1318 verstorbenen Mönch gesetzt.
Die Taufe ist aus Sandstein gefertigt und entstand bereits in der Mitte des 16. Jahrhunderts. Der romanisierende Orgelprospekt entstand in der zweiten Hälfte des 19. Jahrhunderts. Die Orgel hat 10 Register auf einem Manual und Pedal.
Südlich der Kirche befindet sich der Maulbeerbaum von Schermen.